# Sorin Roșca Stănescu
Sorin Roșca Stănescu (n. 8 septembrie 1949, Brașov, România) este un jurnalist român, fost director al cotidianului Ziua. Sorin Roșca Stănescu a fost senator în legislatura 2012-2016, ales în circumscripția Dâmbovița pe listele PNL.

## Începutul vieții și perioada comunistă
Sorin Roșca Stănescu s-a născut sub numele de Sorin Stănescu, la 8 septembrie 1949, în orașul Brașov. După cum transpare din propriile sale relatări, el a fost încă din copilărie profund marcat de regimul comunist care a naționalizat sanatoriul construit de bunicul chirurg din partea mamei și, în mod direct sau indirect, a fost responsabil de decesul timpuriu al tatălui sau, Mircea Stănescu, care, în calitate de avocat, a pledat și în favoarea unor persoane arestate din motive politice, murind ulterior în circumstanțe învăluite și astăzi în mister.
De-a lungul anilor care au urmat, a fost nevoit să se mute dintr-o localitate în alta, din cauza profesiei tatălui său vitreg, Petrică Stănescu, inginer la Ministerul Minelor. În acest context, el a frecventat în decursul timpului numeroase școli, până când, în 1963, a intrat la liceul Sfântul Sava din București.
În 1967, a devenit student al facultății de Drept din București și, la numai 19 ani, s-a căsătorit cu Cristina Ștefănescu, din acest mariaj de scurtă durată rezultând un fiu, botezat Mircea Stănescu, în amintirea tatălui jurnalistului. 
La scurtă vreme după destrămarea primului său mariaj, Sorin Stănescu s-a recăsătorit cu Tatiana Roșca și și-a schimbat numele în cel de Sorin Roșca Stănescu. Din acest mariaj a rezultat o fată, Alina. Ulterior, Sorin Roșca Stănescu a divorțat și în 2006 s-a recăsătorit cu Steluța Danciu, cu care are doi copii, Simina și Sabin .
Sorin Roșca Stănescu a recunoscut că a colaborat din 1973 (de la vârsta de 24 de ani) cu Securitatea, sub numele conspirative „Deleanu” și „H15”, dar a afirmat că a făcut acest lucru în scop antiterorist, dând informații doar Brigăzii Antiteroriste a Securității.

## Activitatea după 1989
După revoluția din 1989, a activat ca jurnalist.
Pe 20 ianuarie 2012 s-a înscris în Partidul Național Liberal organizația Sectorului 2. În cadrul activității sale parlamentare, Sorin Roșca Stănescu a fost membru în grupurile parlamentare de prietenie cu: Republica Islamică Iran, Republica Letonia, Republica Guineea, Sultanatul Oman și Statul Israel. 
După ce s-a opus ieșirii partidului din alianța Uniunea Social Liberală cu PSD și a lansat la adresa președintelui țării, Traian Băsescu, acuzații false pe baza unor documente falsificate, la 7 februarie 2014 a fost exclus din PNL.

## Condamnare penală
După privatizarea rafinăriei Petromidia, achiziționată de politicianul liberal Dinu Patriciu, Stănescu a primit de la acesta și a utilizat informații privilegiate în legătură cu tranzacționarea de acțiuni Rompetrol. Urmărit penal pentru aceste fapte, la 7 octombrie 2014 a fost condamnat la 2 ani și 4 luni de închisoare cu executare pentru utilizare a informației privilegiate și pentru aderare sau sprijinire sub orice formă a unui grup infracțional organizat. În aceeași zi, s-a predat pentru a fi încarcerat. A fost eliberat condiționat după ce a executat aproape nouă luni din pedeapsă.

## Controverse
În noiembrie 2009, au apărut în presă o serie de înregistrări audio ale unor discuții ce au avut loc între Sorin Roșca Stănescu, Bogdan Chirieac și Cătălin Macovei (șeful Agenției Naționale de Integritate).
Din aceste înregistrări reiese că Sorin Roșca Stănescu l-ar șantaja pe șeful ANI.

## Publicații
- Sorin Roșca Stănescu, Cozmin Gușă, Andrei Gușă, Marius Ghilezan, Iosefina Pascal, H.D. Hartmann, Adrian Severin, Petru Romoșan, Războiul din Ucraina, Editura Rao, 2022, ISBN 9786060067450